# Gụ lau
Gụ lau hay gõ dầu, gõ sương (Danh pháp hai phần: Sindora tonkinensis) là một loài thực vật thân gỗ lớn thuộc họ Đậu. Loài này đang bị đe dọa do bị khai thác tận diệt.

## Mô tả
Gụ lau là cây gỗ to, rụng lá, cao 20 - 25m hay hơn, đường kính thân 0,6-0,8m. Lá kép lông chim một lần, chẵn; lá chét 4-5 đôi, hình bầu dục-mác, dài 6–12 cm, rộng 3,5–6 cm, chất da, nhẵn; cuống lá chét dài khoảng 5mm. Lá bắn hình tam giác, dài 5 - 10mm. Lá đài phủ đầy lông nhung. Cụm hoa hình chùy, dài 10–15 cm, phủ đầy lông nhung màu vàng hung. Hoa có từ 1-3 cánh, cánh nạc, dài khoảng 8mm. Bầu có cuống ngắn, phủ đầy lông nhung; vòi cong, dài 10-15mm, nhẵn, núm hình đầu. Quả đậu, hình gần tròn hay bầu dục rộng, dài khoảng 7 cm, rộng khoảng 4 cm với một mỏ thẳng, không phủ gai, thường có 1 hạt, ít khi 2-3 hạt.
Mùa hoa vào tháng 3-5, mùa quả chính vào tháng 7-9, tái sinh bằng hạt.

## Phân bố
Mọc rải rác trong các vùng rậm nhiệt đới thường xanh, ưa mưa hay mưa mùa ẩm, ở độ cao không quá 600m trên đất tốt, có tầng dày và thoát nước, phân bố tại Campuchia, Việt Nam: Quảng Ninh (Uông Bí: Yên Lập), Bắc Giang, Nghệ An (Quỳ Châu, Nghĩa Đàn), Hà Tĩnh (Kỳ Anh), Quảng Trị (Bến Hải: Vĩnh Linh), Thừa Thiên Huế (Hương Điền: sông Bồ, Thừa Lưu), Quảng Nam - Đà Nẵng, Khánh Hòa (Ninh Hòa: núi Hòn Hèo).

## Giá trị
Gỗ gụ lau có màu nâu thẫm, không bị mối mọt hay mục, hơi có vân hoa. Gỗ gụ tốt, thường dùng trong xây dựng, đóng thuyền hay đồ dùng gia đình cao cấp như sập, tủ chè. Vỏ cây giàu Tannin, trước đây thường dùng để nhuộm lưới đánh cá. Hoa của cây là nguồn mật tốt cho ong.

## Tình trạng
Gụ lau đang ở có nguy cơ cao bị đe dọa do tình trạng khai thác tận diệt trong những thập niên gần đây. Cây gụ lau được xếp bậc DD (Data Defficient) trong Sách đỏ IUCN, nhưng tại Việt Nam nó được phân loại là EN A1a,c,d+2d trong Sách đỏ Việt Nam 2007.